# 堤重久
堤 重久（つつみ しげひさ、1917年8月21日 - 1999年1月31日）は、日本の文芸評論家、京都産業大学名誉教授。
太宰治の一番弟子で、著書に『太宰治との七年間』がある。

## 来歴
東京新宿の開業医の息子。旧制東京府立高等学校（後の東京都立大学）3年在学時、18歳のとき、『晩年』を読んで衝撃を受け、太宰治に心酔する。府立高の1級上で友人だった小田切秀雄の紹介で清水幾太郎の門人となる。
東京帝国大学（現・東京大学）文学部独文科で木村謹治や相良守峯、中島健蔵、辰野隆に師事。大学在学中、平田次三郎、山下肇、小島輝正たちと共に「新思潮」に参加。
1940年初冬に太宰の門人となる。1942年大学卒業後は東大図書館に勤務しつつ、作家を志して長篇小説を執筆。
戦時中は外交官の伯父の勧めで外務省に勤務し、外交官試験の準備をする。太宰の死後は京都市に住み、京都産業大学で教えた。

## 人物
- 『晩年』など太宰の初期作品に比べて『人間失格』などの後期作品には否定的な立場を取った。
- 弟堤康久は前進座の俳優で、太宰に『正義と微笑』の材料となる日記を提供した。

## 著書
- 『太宰治との七年間』（筑摩書房、1969年）
- 『恋と革命 評伝・太宰治』（講談社現代新書、1973年）